# Gobernador Obligado
Gobernador Obligado es un paraje rural del Partido de Brandsen, Provincia de Buenos Aires, Argentina.

## Ubicación
Se encuentra a 4 km al este de la ciudad de Brandsen.

## Población
Durante los censos nacionales del INDEC de 2001 y 2010 fue considerada como población rural dispersa.

## Toponimia
Debe su nombre al Dr. Pastor Obligado, primer gobernador de la Provincia de Buenos Aires de carácter constitucional. 

## Ferrocarril
Era una parada del Ferrocarril Provincial de Buenos Aires. Desde su estación pasaban los ramales a La Plata, Mira Pampa, Azul y Loma Negra.

## Educación
Cuenta con el Centro Educativo para la Producción Total (CEPT) N° 18, que es una escuela agraria con sistema de alternancia. Funciona en la vieja estación del Ferrocarril Provincial de Buenos Aires.